# Wełtyń
Wełtyń [ˈvɛu̯tɨɲ] (German Woltin)  là một ngôi làng thuộc khu hành chính của Gmina Gryfino, thuộc hạt Gryfino, West Pomeranian Voivodeship, ở phía tây bắc Ba Lan, gần biên giới Đức. Nó nằm khoảng 7 kilômét (4 mi)   phía đông Gryfino và 18 km (11 mi)     phía nam thủ đô khu vực Szczecin.
Ngôi làng có dân số xấp xỉ 1000.